# Thạch Xá
Thạch Xá là một xã thuộc huyện Thạch Thất, Hà Nội.
Xã có diện tích 3,4 km², dân số năm 2021 là 7.404 người, mật độ dân số đạt 2.177 người/km².

## Địa lý - Hành chính
Xã chia thành 5 thôn, gồm thôn Thạch, thôn Yên, thôn Cầu Liêu, thôn Đồng Sống và thôn Tây Phương.
Xã Thạch Xá giáp với các xã Hữu Bằng; xã Bình Phú; xã Chàng Sơn; xã Canh Nậu và xã Cần Kiệm
Xã có các trục đường chính hiện nay là: Thạch Xá, Tỉnh lộ 419 và đường chùa Tây Phương.
Xã cách thị trấn Liên Quan (huyện lỵ) 3,6 km cách Khu Công nghệ cao Hòa Lạc 9,3 km và cách trung tâm Hà Nội 29 km

## Lịch Sử
Trước đây Thạch Xá là xã thuộc huyện Thạch Thất, phủ Quốc Oai, tỉnh Sơn Tây. Từ năm 1965 thuộc tỉnh Hà Tây, đến năm 1975 thuộc tỉnh Hà Sơn Bình. Từ 1978 đến 1991 nhập vào thủ đô Hà Nội. Từ năm 1991 lại trở về với tỉnh Hà Tây. Từ 1 tháng 8 năm 2008 thuộc thủ đô Hà Nội, khi Hà Tây được sáp nhập vào Hà Nội

## Văn Hoá
Thạch Xá nổi bật nên có chùa Tây Phương nằm trên núi Câu Lâu và được công nhận là Di tích quốc gia đặc biệt của thủ đô Hà Nội. 
Thạch Xá có được nhắc đến là một làng nghề truyền thống, đó là làm bánh chè lam và chuồn chuồn tre, bánh chè lam nằm trong những món đặc sản không thể quên của thủ đô Hà Nội